# Janko Lavrin
Janko Lavrin, slovenski literarni zgodovinar, esejist, pisatelj, prevajalec, pesnik in urednik, * 10. februar 1887, Krupa pri Semiču, † 13. avgust 1986, London.
Bil je urednik revije European Quarterly, član mednarodnega PEN, med drugo svetovno vojno je delal v slovenski sekciji britanskega radia BBC, je ustanovitelj slovanske katedre na univerzi Nottingham, kjer je bil tudi profesor ruske književnosti.

## Življenjepis
Rodil se je v Krupi kmečkima staršema, ki sta umrla za jetiko, ko je bilo Janku komaj štiri leta. Živel je pri sorodnikih in najprej obiskoval osnovno šolo v Semiču, nadaljeval gimnazijo v Novem mestu, potem pa nadaljeval šolanje v Pragi in Sušaku (danes delu Reke). Po končanem šolanju je takoj odpotoval v Sankt Peterburg v Rusijo, kjer je študiral arheologijo in slovansko jezikoslovje. Tu se je spoznal z mnogimi kulturniki carske Rusije. Veliko je pisal, zanimal se je za pisatelja Ibsena, zato je odpotoval za nekaj časa na Norveško in se od blizu seznanil z okoljem v katerem je ta ustvarjal. Po vrnitvi v Sankt Peterburg ga je pritegnilo novinarstvo. Postal je sourednik revije Slavjanski mir in pri svojem delu spoznal pisatelja Tolstoja ter Majakovskega. V letu 1912 je pričel sodelovati z ruskim dnevnikom Novoje vremja, ki ga je poslal ob izbruhu prve svetovne vojne kot vojnega dopisnika na  Balkan, tako je dopotoval v Srbijo. V Nišu je srečal predsednika  srbske vlade Nikolo Pašića in z njim opravil takrat znamenit intervju. Zaradi premoči napadalca se je srbska vojska morala umikati na jug. Lavrin je spremljal ta umik, preko Kosova, preko Albanije, na grški otok Krf. Na vsej tej poti je pisal kratke črtice, ki pa žal še do danes niso objavljene. Po tem vojaškem pohodu se je vrnil v Sankt Peterburg in veliko pisal vse do izbruha revolucije. Tedaj je odpotoval v Anglijo, kjer se je ustalil v Londonu. Tu je spoznal angleško slikarko Noro Fry in se z njo poročil. Na poročno potovanje sta odšla leta 1928 v Slovenijo, kjer je bila Nora tako navdušena nad pokrajno in ljudmi da je neprestano risala, tako je nastal čudovit ilustrirani dnevnik - Poročno potovanje v Slovenijo. Ta dnevnik je v letu 2005 izdala slovenska založba Vale-Novak. V zakonu sta se jima rodila dva sinova, David in John. David je znan zdravnik in živi v ZDA, John je kipar, živi pa v Walesu.
Lavrin je bil odličen prevajalec iz slovanskih in nekaterih drugih jezikov, zato je bil med drugo svetovno vojno zaposlen na radiu BBC v središču Londona. Bush House, kjer je bil radio je bil tudi tarča nemškega letalskega napada na London in Lavrin je bil v enem teh napadov ranjen, vendar je preživel in ostal aktiven na mnogih področjih kulturnega življenja. Po njegovi zaslugi je v Nottinghamu na univerzi lektorat za slovenščino. Bil je častni član Slavističnega društva Slovenije, prijateljeval in dopisoval si je veliko s profesorjem Antonom Slodnjakom in pesnikom Alojzom Gradnikom.
Po Janku Lavrinu se imenuje Lavrinova diploma, nagrada Društva slovenskih književnih prevajalcev.